# Lucian Lorenzo
Lucian Lorenzo (* 1. März 1979) ist ein ehemaliger südafrikanischer Eishockeytorwart, der für verschiedene Mannschaften aus Kapstadt in der Western Province Ice Hockey League spielte.

## Karriere
Lucian Lorenzo stand von 2013 bis 2019 bei verschiedenen Mannschaften aus Kapstadt in der Western Province Ice Hockey League, einer der regionalen Eishockeyligen in Südafrika, deren Meister am Saisonende den südafrikanischen Landesmeister ausspielen, im Tor.

### International
Lorenzo nahm für Südafrika an der Weltmeisterschaft 2013 in der Division III teil und stieg mit dem Team durch den Sieg beim Heimturnier in Kapstadt in die Division II auf. Dabei wurde er beim 15:0-Sieg der Südafrikaner gegen die Vereinigten Arabischen Emirate eingewechselt, als es nach dem ersten Drittel bereits 7:0 stand und Stammtorwart Jack Nebe lediglich einen Schuss auf das Tor bekommen hatte.

## Erfolge und Auszeichnungen
- 2013 Aufstieg in die Division II, Gruppe B, bei der Weltmeisterschaft der Division III